# Julekalender
En julekalender er en kalender, som bruges til at tælle ned til Juleaftensdag med start typisk værende den 1. december og med slut den 24. december. 
Julekalender-formatet kommer oprindeligt fra Tyskland, hvor en julekalender traditionelt bestod af et billede med indskårne huller, som kunne åbnes og dermed afsløre et gemt motiv nedenunder. Siden er konceptet blevet udbredt og der findes flere forskellige typer julekalendere, såsom chokolade eller slikjulekalendere, skrabe- eller lotterijulekalendere, adventskalendere, etc. ligesom at der findes julekalendere i film- og tv-format, hvor et nyt afsnit sendes hver dag. 
I Danmark tog den danske tv-kanal DR julekalenderkonceptet til sig i starten af 1960'erne, hvor de, i forbindelse med udsendelsen af deres julekalender på tv for børn, solgte en fysisk julekalender, som børnene kunne åbne hver dag i løbet af decembermåned. Kanalen TV 2 introducerede ligeledes julekalendere i tv-format med tilhørende fysisk julekalender i starten af i 1990'erne.

## Andre kalendertyper
En variant af julekalenderen er slikjulekalenderen, hvor der bag hver af de 24 låger gemmer sig chokolade eller lignende.
Pakkekalenderen eller gavejulekalenderen er en kalender hvor der er en lille gave til hver af de 24 dage i julen. Det er ofte en delvist hjemmelavet kalender, hvor pakkerne er indkøbt separat. En variant af denne kalender er adventskalenderen med en gave til hver søndag i advent.
Skrabekalenderen er en kombination af skrabelodder og julekalender.
Efterhånden tilbyder en del online-fototjenester julekalendere, der er gjort personlige med kundens egne digitale billeder. Nogle af disse er også fyldt med chokolade.

## Julekalendere i tv
Begrebet julekalender findes også i fjernsynet. Her betyder julekalender som oftest en tv-serie – bestående af 24 afsnit – hvor julen er et centralt tema. Hver dag i december op til juleaften sendes et afsnit. DR indledte det og det blev hurtigt en tradition i 1962 med kalenderen Historier fra hele verden. Traditionen var fra starten målrettet mod børn, og tv-serien blev understøttet af en almindelig kalender, fra 1977 kaldet Børnenes U-landskalender, som kan købes overalt. Navnet dækker over, at overskuddet fra salget af kalenderen går til et humanitært formål, oftest i form af et projekt i et uland.
Fra 1990 satsede også TV2 på tv-kalendere. Desuden udvidede kanalen begrebet, idet man samme år lancerede den første egentlige voksen-julekalender, Jul i den gamle trædemølle. Også det blev en succes, som blev gentaget de følgende år, selv om der skulle gå over ti år, inden DR bidrog med deres første voksen-julekalender.
En af de mere kendte julekalendere i Danmark er TV2's Alletiders Jul der blev vist i 1994. Denne kalender blev så populær at der i de efterfølgende år blev lavet 3 efterfølgere, samt en biograffilm, Pyrus på pletten. TV2 viste i 2005 julekalenderen Jul I Valhal, som i 2007 blev fulgt op af filmen Guldhornene.
Derudover viste Kanal København omkring 1991 Jul i Postgaarden og Kuk i Julen.
I 2009 viste DR julekalenderen Pagten der blev rigeligt rost, og blev belønnet med priser.